# 스플라이스 (플랫폼)
스플라이스(Splice)는 샘플 라이브러리, 구독 기반의 오디오 플러그인이 포함된 "클라우드 기반 음악 제작 및 협업 플랫폼"으로, 여러 디지털 오디오 작곡 프로그램(DAW)과 통합된다.
스플라이스 스튜디오(Splice Studio)는 버전 제어, 온라인/오프라인 협업 및 생성 프로세스의 시각화를 통해 자동화된 온라인 백업을 제공한다. 이 회사는 또한 통합된 샘플 시장인 스플라이스 사운드(Splice sound)도 제공한다.
이 프로그램은 맥 OS, 윈도우, iOS, 안드로이드에서 사용할 수 있다.

## 역사
2013년 10월 맥 OS 버전의 스튜디오가 비공개 베타 버전으로 출시되었다.몇 달 후 윈도우 버전이 출시되었으며, 2014년 9월 일반에 공개되었다. 스플라이스 스튜디오는 뮤지션들이 클라우드를 통해 원격으로 협업할 수 있도록 한다. 이 기술은 에이블턴 라이브, 로직 프로 X, FL 스튜디오, 차고밴드, 스튜디오 원을 포함한 여러 인기 있는 디지털 오디오 워크스테이션(DAW) 프로그램과 호환된다.
구독 기반 샘플 마켓플레이스인 스플라이스 사운드(Splice Sounds)는 2015년에 출시되었다.
스플라이스는 2016년 월 이용료를 내고 신스(synths) 등 프리미엄 제품에 접근할 수 있는 "렌트 투 온(Rent-To-Own)"을 선보였다. 이 모델을 통해, 사용자는 렌탈 잔액을 소유 비용에 투자하고 제품을 완전히 소유하거나 시장 가격을 전액 지불하지 않고도 새 프로그램으로 이동할 수 있다. 2017년 렌트투오운(Rent-To-Own) 프로그램은 오존 8과 중성자 2와 같은 제품으로 확장되었고, 더 버지는 "스플라이스는 값비싼 음악 제작 플러그인을 훨씬 더 쉽게 구입할 수 있게 한다"고 선언하였다.
2019년 스플라이스는 자체 AI 기반 기능인 유사 사운드를 출시하여 사용자에게 오디오 샘플의 전체 시장에서 머신 러닝 기반 유사성 검색을 제공한다. 11월, 그 회사는 iOS와 안드로이드에 모바일 버전의 앱을 선보였다.
2020년 스플라이스는 "올해의 스플라이스 프로듀서", "올해의 스플라이스 브레이크아웃 아티스트", "스플라이스 뉴 스탠다드", "스플라이스 사운드 베스트 사용", "베스트 사운드 디자인" 등 여러 부문에서 아티스트를 인정하며 첫 번째 스플라이스 어워드를 시작했다. 이 상은 또한 스플라이스의 "가장 많이 다운로드된 원샷", "가장 많이 다운로드된 루프", "가장 많이 다운로드된 팩 & 보컬 팩"을 수상했다.
2021년 6월, 스플라이스는 새로운 크리에이터 플랜으로 스킬(Skills)과 커넥티드 인스트루먼트(Connected Instruments)를 출시했다.

## 자금
2013년 10월, 스플라이스는 유니언 스퀘어 벤처스가 이끄는 시드 펀딩 라운드에서 True Ventures, Lerr Ventures, SV Angel, First Round Capital, Code Advisors, Rob Wiesenthal, David Tisch, Seth Goldstein이 참여한 가운데 275만 달러를 모금했다.
스플라이스는 스쿠터 브라운, 티에스토, 스티브 안젤로, AM Only, WME, Plus Eight Equity Fund LP와 2014년 유니언 스퀘어 벤처스를 포함한 기존 투자자들의 참여로 True Ventures가 이끄는 시리즈 A 라운드에서 $4.5의 추가 자금을 조달했다. 스플라이스는 2017년 드레이퍼 피셔 주베트슨이 이끄는 시리즈 B 펀딩에서 3,500만 달러를 모금했다.
2019년에는 5770만 달러의 시리즈 라운드가 이어졌으며, DFJ Growth, Flybridge, Lerr Hippeau, LionTree, Founders Circle Capital, Matt Pincus 등이 참여했다.
2021년 2월, 스플라이스는 벤처기업인 뮤직의 추가 참여로 골드만 삭스가 이끄는 5,500만 달러의 시리즈 D라운드를 조성했다.
최근 라운드에서 회사의 총 자금 조달액은 1억 5천만 달러 이상이었고 추정 가치는 거의 5억 달러에 달했다.

## 상업용
2018년, 제드 & 그레이의 싱글 "The Middle" (feat. 마렌 모리스)는 그레이스 싱귤러 사운드 샘플 레이블의 사운드를 선보였다.
이 곡은 3개의 그래미상 후보에 올랐고 2019년 미국 음반 산업 협회에 의해 3× 플래티넘 인증을 받았다.

스플라이스의 샘플이 수록된 다른 주목할 만한 탑 40 히트곡들은 아리아나 그란데의 "Break Up Your Girlfriend, I'm Bentry", 릴 나스 엑스의 "Panini", 두아 리파의 "Don't Start Now", 배드 버니의 "Dakiti", 셰인 코드의 "Get My Head" 등이다.

2020년 2월, 저스틴 비버에 의해 "Running Over"라는 노래가 발매되었다. 그의 프로듀서들은 영국의 프로듀서 락스시티가 만든 스플라이스 사운즈의 샘플을 사용했다. 음악가 애셔 먼로는 저스틴 비버가 2019년 노래 "Synergy"의 멜로디를 훔쳤다고 비난했다. 하지만 이 소리는 비버가 사용했던 락스시티 샘플 팩에서 나왔다. 그는 "저스틴 비버는 멜로디를 훔쳤다고 고발되었지만, 실제로는 온라인에서 살 수 있는 로열티 없는 샘플이다"라고 말했다.